# IBM Sequoia
Sequoia — проект суперкомпьютера петафлопсной производительности, основанный на архитектуре Blue Gene/Q. Разработан компанией IBM для Национальной администрации по ядерной безопасности (англ. National Nuclear Security Administration) в рамках программы Advanced Simulation and Computing Program. Суперкомпьютер вступил в строй в июне 2012 года в Ливерморской национальной лаборатории. Информация о нём была обнародована в феврале 2009 года: целью разработчиков стало достижение 20-петафлопсного рубежа в производительности, что в 20 раз превосходит лучшую систему 2009 года в списке лучших 500 суперкомьютеров, IBM Roadrunner.
14 июня 2012 года в рамках проекта TOP500 было объявлено, что суперкомпьютер Sequoia стал самым производительным в мире и сместил с первого места японский K computer. Производительность в тесте LINPACK составила 16,32 петафлопс на 1 572 864 ядрах.

## Dawn
Для обкатки технологий, готовящихся к применению в Sequoia, IBM спроектировал 500-терафлопсный компьютер под названием Dawn. Эта система была запущена в апреле 2009 года и вошла в десятку самых производительных компьютеров мира согласно июньскому выпуску списка Top500. Dawn был построен с использованием архитектуры Blue Gene/P, тогда как для создания Sequoia использовано следующее поколение - Blue Gene/Q.

## Цели
Sequoia будет использоваться в основном для моделирования ядерных взрывов, заменив суперкомьютеры ASC Purple и Blue Gene/L, работающие в Ливерморской национальной лаборатории. Также Sequoia сможет решать задачи для нужд астрономии, энергетики, изучения человеческого генома и изменения климата.

## Архитектура
Sequoia построена по архитектуре Blue Gene/Q, являющейся последним поколением в линейке суперкомпьютерных архитектур Blue Gene. Суперкомпьютер состоит из 98 304 вычислительных узлов и имеет 1,6 Пб памяти в 96 стойках, расположенных на площади в 300 кв. м. Используются 16-ти или 8-ми ядерные центральные процессоры POWER, изготовленные по техпроцессу 45 нм.
При высокой энергоэффективности в расчёте на флопс производительности (3000 Мфлопс/ватт — это в 7 раз выше, чем для систем архитектуры Blue Gene/P), энергопотребление комплекса составляет около 6 мегаватт электрической энергии.